# Ammon (Idaho)
Pour les articles homonymes, voir Ammon.
La ville américaine d’Ammon est située dans le comté de Bonneville, dans l’État de l’Idaho.

## Toponymie
La ville est nommée Ammon en l'honneur de Ammon (en), missionnaire du Livre de Mormon, le 12 février 1893.

## Histoire
La ville est fondée en 1888 par des membres de l'Église de Jésus-Christ des saints des derniers jours. L'endroit était auparavant considéré comme partie de Iona et s'appelait « South Iona ».

## Démographie
| 1910 | 1920 | 1930 | 1940 | 1950 | 1960  |
| ---- | ---- | ---- | ---- | ---- | ----- |
| 214  | 378  | 270  | 363  | 447  | 1 882 |

| 1970  | 1980  | 1990  | 2000  | 2010   | - |
| ----- | ----- | ----- | ----- | ------ | - |
| 2 545 | 4 669 | 5 002 | 6 187 | 13 816 | - |

Lors du recensement de 2010, elle comptait 13 816 habitants. Sa population et sa superficie ont plus que doublé depuis 2000.

## Source
- (en) Cet article est partiellement ou en totalité issu de l’article de Wikipédia en anglais intitulé « Ammon, Idaho » (voir la liste des auteurs).